# ليزلي روجرز دار
ليزلي روجرز دار (بالإنجليزية: Leslie Rogers Darr)‏ هو قاضي ومحامي أمريكي، ولد في 8 نوفمبر 1886، وتوفي في 29 مايو 1967.